# Tormenta Floora (2010)
La tormenta Floora es un ciclón extratropical de Europa, que se formó el 14 de enero de 2010; al NO de España, frente las costas gallegas, a partir del ciclón Ela. Es la tormenta que está ocasionando el caos en casi toda España. Soplá vientos de más de 120 km/h en las zonas costera y unos 100 en el interior. También traerá nevadas en los Pirineos, donde se sitúa el centro de la tormenta.

## Siguiente tormenta
- Tormenta Gesa (enero de 2010)

## Tormenta anterior
- Tormenta Ela (2010)